# Maria của Ba Lan
 Maria Karolina Zofia Felicja Leszczyńska của Ba Lan (tiếng Ba Lan: [ˈmarja lɛʂˈtʂɨj̃ska]; 23 tháng 6 năm 1703 – 24 tháng 6 năm 1768), còn được gọi là Marie Leczinska (tiếng Pháp: [maʁi lɛɡzɛ̃ska]), là Vương hậu Pháp sau khi kết hôn với Louis XV của Pháp kể từ năm 1725 cho đến khi qua đời vào năm 1768. Là con gái thứ hai của Stanisław I Leszczyński của Ba Lan (sau này là Công tước xứ Lorraine) và Katarzyna Opalińska, bà có thời gian tại vị lâu nhất so với bất kỳ Vương hậu nào của Pháp, khi tại vị trong suốt 42 năm. Là một người Công giáo ngoan đạo suốt cuộc đời, Maria được người dân Pháp yêu mến vì nhiều hoạt động từ thiện của bà và việc giới thiệu nhiều phong tục của Ba Lan đến triều đình hoàng gia tại Versailles. Bà là bà nội của Louis XVI, Louis XVIII và Charles X của Pháp.

## Đầu đời

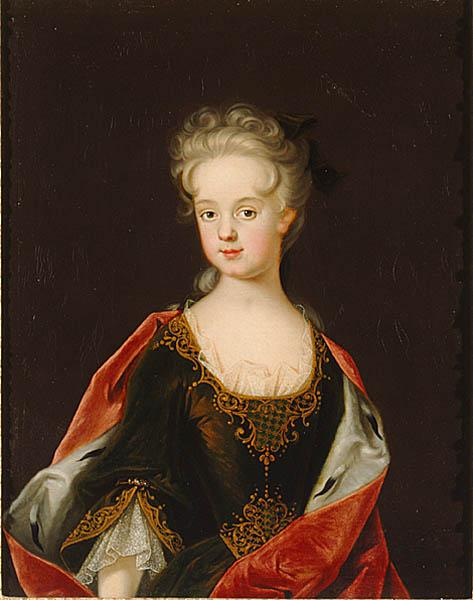
Maria của Ba Lan năm 1712, bởi Johan Starbus.

Maria Karolina Zofia Felicja Leszczyńska (Wieniawa)  là con gái thứ hai của Stanisław I Leszczyński và vợ là Katarzyna Opalińska. Bà có một người chị gái, Anna Leszczyńska, người qua đời vì viêm phổi vào năm 1717.
Cuộc sống ban đầu của Maria gặp khó khăn bởi sự kém may mắn trong vấn đề chính trị của cha. Trớ trêu thay, sự nghiệp chính trị vô vọng của vua Stanisław cuối cùng lại là lý do khiến con gái Maria của ông được chọn làm cô dâu của Louis XV của Pháp. Không có mối liên hệ chính trị, con gái ông được người Pháp xem là thoát khỏi gánh nặng của các liên minh quốc tế.
Maria sinh ra ở Trzebnica (tiếng Đức: Trebnitz) tại Hạ Silesia, một năm trước khi cha bà được Karl XII của Thụy Điển phong làm Quốc vương Ba Lan, người đã xâm lược đất nước vào năm 1704. Năm 1709, cha bà bị phế truất khi quân đội Thụy Điển mất quyền lực quân sự ở Ba Lan và gia đình được Karl XII cho tị nạn tại thành phố Kristianstad của Thụy Điển ở Skåne. Trong thời gian trốn thoát, Maria bị tách khỏi phần còn lại của gia đình; bà sau đó được tìm thấy cùng với y tá trốn trong một cái cũi trong chuồng, mặc dù một phiên bản khác nói đó là một hang động trong một hầm mỏ cũ. Tại Thụy Điển, gia đình bà được chào đón bởi Thái hậu Hedwig Eleonora xứ Holstein-Gottorp và trở thành thành viên nổi tiếng của đời sống xã hội trong các điền trang của giới quý tộc xung quanh Kristianstad. Năm 1712, họ đã có chuyến thăm chính thức tới Medevi, spa của Thái hậu. Trong giai đoạn này của cuộc đời bà, Maria bắt đầu nói tiếng Thụy Điển với giọng Skåne. Là Vương hậu của Pháp, bà được biết đến là người chào đón các đại sứ Thụy Điển đến Pháp bằng câu nói "Chào mừng, Trái tim yêu dấu!" bằng tiếng Thụy Điển.
Năm 1714, Karl XII cho phép gia đình bà được sống trong thái ấp ở Zweibrücken thuộc Đế quốc La Mã thần thánh, nơi họ được hỗ trợ bởi thu nhập của Zweibrücken. Họ sống ở đó cho đến khi Karl XII qua đời vào năm 1718. Zweibrücken sau đó được truyền cho một người anh em họ của ông. Những vùng đất này bị tịch thu song song với các tài sản ở Ba Lan của Stanisław. Stanisław kêu gọi Nhiếp chính của Hoàng gia Pháp, Công tước xứ Orleans và Công tước xứ Lorraine giúp đỡ, với Nữ vương Thụy Điển đóng vai trò trung gian hòa giải.
Năm 1718, với sự hỗ trợ của Công tước xứ Lorraine, gia đình Ba Lan được phép định cư tại Wissem thuộc tỉnh Alsace, nơi đã bị Pháp sáp nhập, một nơi được đề xuất bởi Philippe II xứ Orléans, cháu trai của Louis XIV và nhiếp chính của Vương quốc Pháp khi Louis XV còn nhỏ. Gia đình bà có một cuộc sống khiêm tốn trong ngôi nhà do nhiếp chính người Pháp tài trợ.
Lối sống của họ ở Wissembourg được coi là rất thấp so với tiêu chuẩn của một gia đình hoàng gia vào thời điểm đó; họ sống trong một ngôi nhà nhỏ, và không thể trả lương cho đoàn tùy tùng nhỏ của mình, trong đó có một số người "phục vụ như một lời xin lỗi cho sự danh dự", và đồ trang sức của cựu Vương hậu Katarzyna được cho là bị một người cho vay tiền giữ làm vật thế chấp.
Mẹ của Maria và bà nội Anna Leszczyńska được cho là phải chịu đựng một mức độ cay đắng nhất định về sự lưu đày và mất đi vị trí vốn có, điều này làm xấu đi mối quan hệ của họ với Stanisław, người mà họ thỉnh thoảng đổ lỗi cho sự lưu đày. Tuy nhiên, Maria rất gần gũi với cha mình và dành nhiều thời gian để trò chuyện với ông, mặc dù rõ ràng bà có bản chất khác biệt vì bà "sở hữu khả năng chịu đựng trong im lặng và không bao giờ làm phiền người khác bằng những rắc rối của mình" và được cho là đã phát triển "một lòng mộ đạo sâu sắc và mãnh liệt", điều này mang lại "cho tâm trí trẻ trung của bà sự trưởng thành của một người phụ nữ không còn đòi hỏi hạnh phúc nữa".

## Kết hôn

### Cuộc đàm phán sớm
Maria không được mô tả là một người đẹp; thay vào đó, những đặc điểm của bà được nêu là dễ chịu, có học thức và duyên dáng trong cách cư xử và chuyển động. Năm 1720, bà được gợi ý làm cô dâu cho Louis Henri de Bourbon, Thân vương xứ Condé, (người thích được gọi là Công tước xứ Bourbon hơn là Thân vương xứ Condé) nhưng mẹ chồng dự định là Louise Françoise de Bourbon chối. Đội kỵ binh do Nhiếp chính cung cấp để bảo vệ gia đình bao gồm sĩ quan Hầu tước de Courtanvaux, người yêu Maria và yêu cầu Nhiếp chính phong cho mình chức Công tước để ông có thể cầu hôn bà, nhưng Nhiếp chính từ chối và vì cấp bậc thấp nên cuộc hôn nhân không thể diễn ra. Ludwig Georg, Phiên địa Bá tước xứ Baden-Baden cũng như Đại công tử thứ ba của Baden đã được đề xuất, nhưng những cuộc đàm phán này thất bại vì của hồi môn của bà không đủ. Stanisław không thành công khi cố gắng sắp xếp một cuộc hôn nhân cho bà với Bá tước Charolais, anh trai của Công tước xứ Bourbon. Vào năm 1724, bà được Bá tước đề nghị làm cô dâu cho Công tước xứ Orleans mới, nhưng mẹ chồng bà Louise Françoise de Bourbon mong muốn có một cuộc hôn nhân theo triều đại với lợi thế về chính trị. 

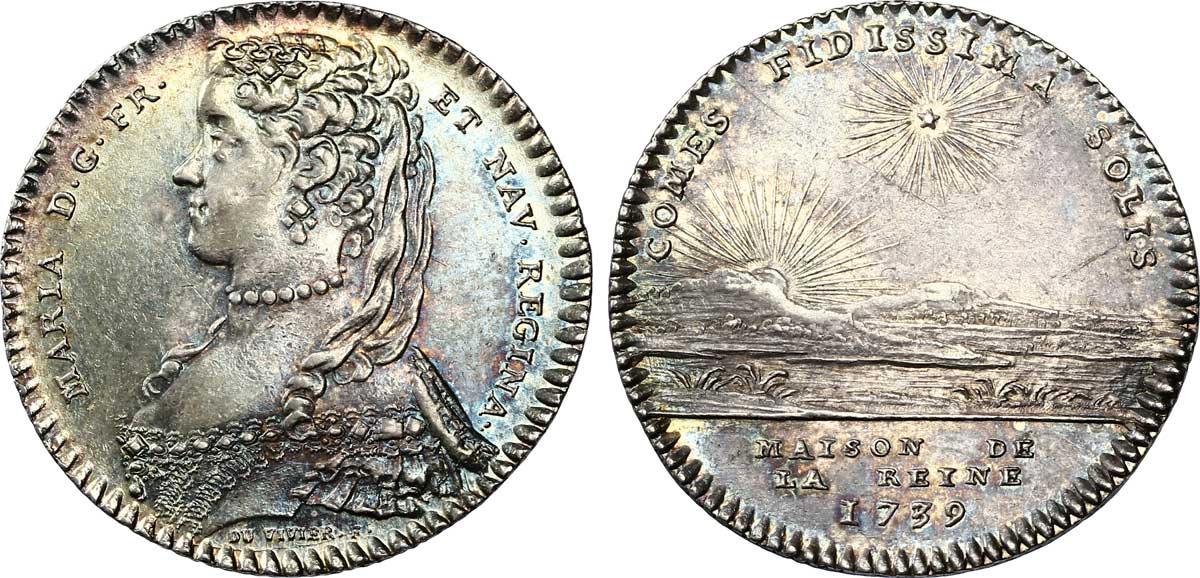
Maria Leszczynska trên đồng tiền.

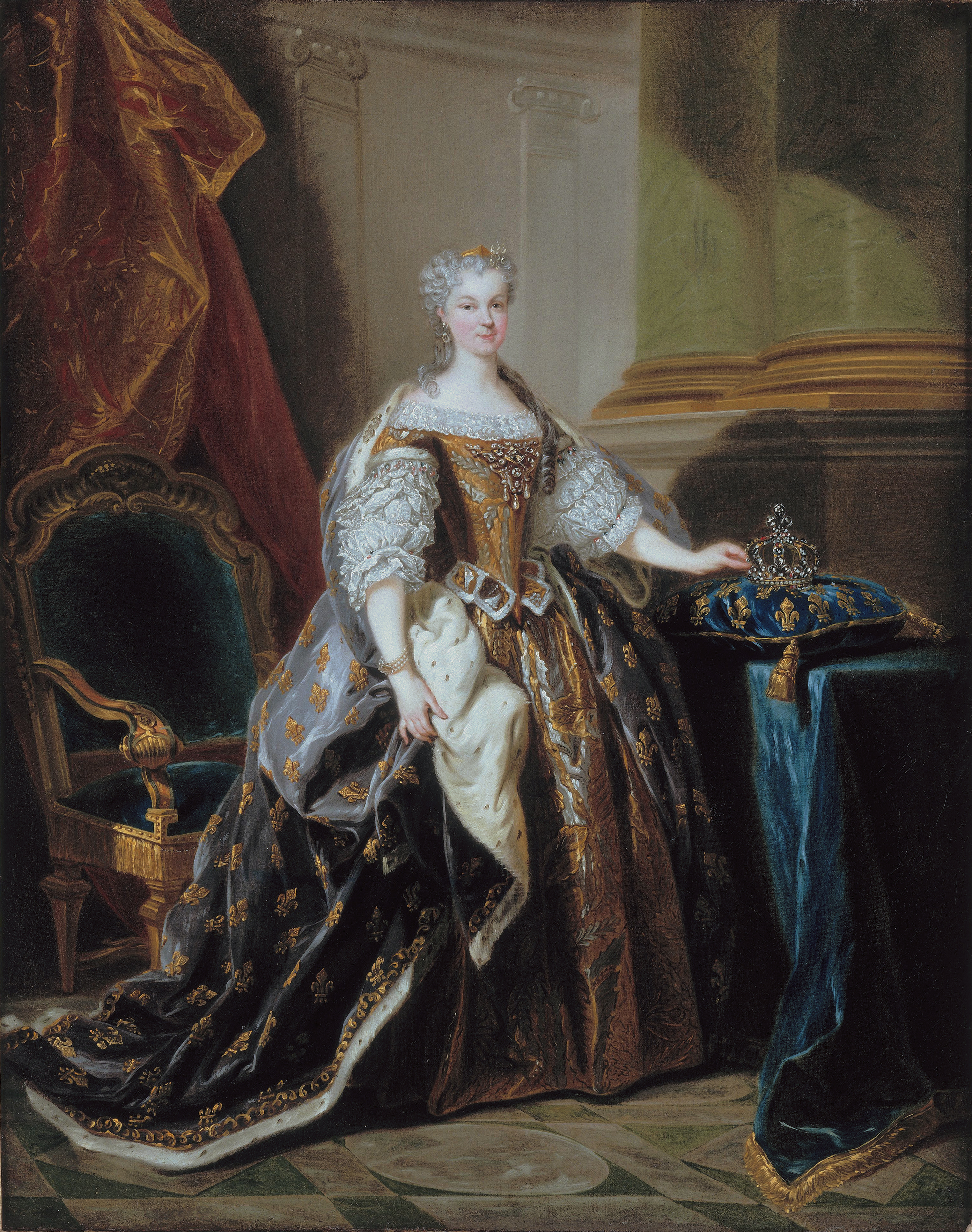
Maria Leszczyńska, vẽ bởi Jean-Baptiste van Loo

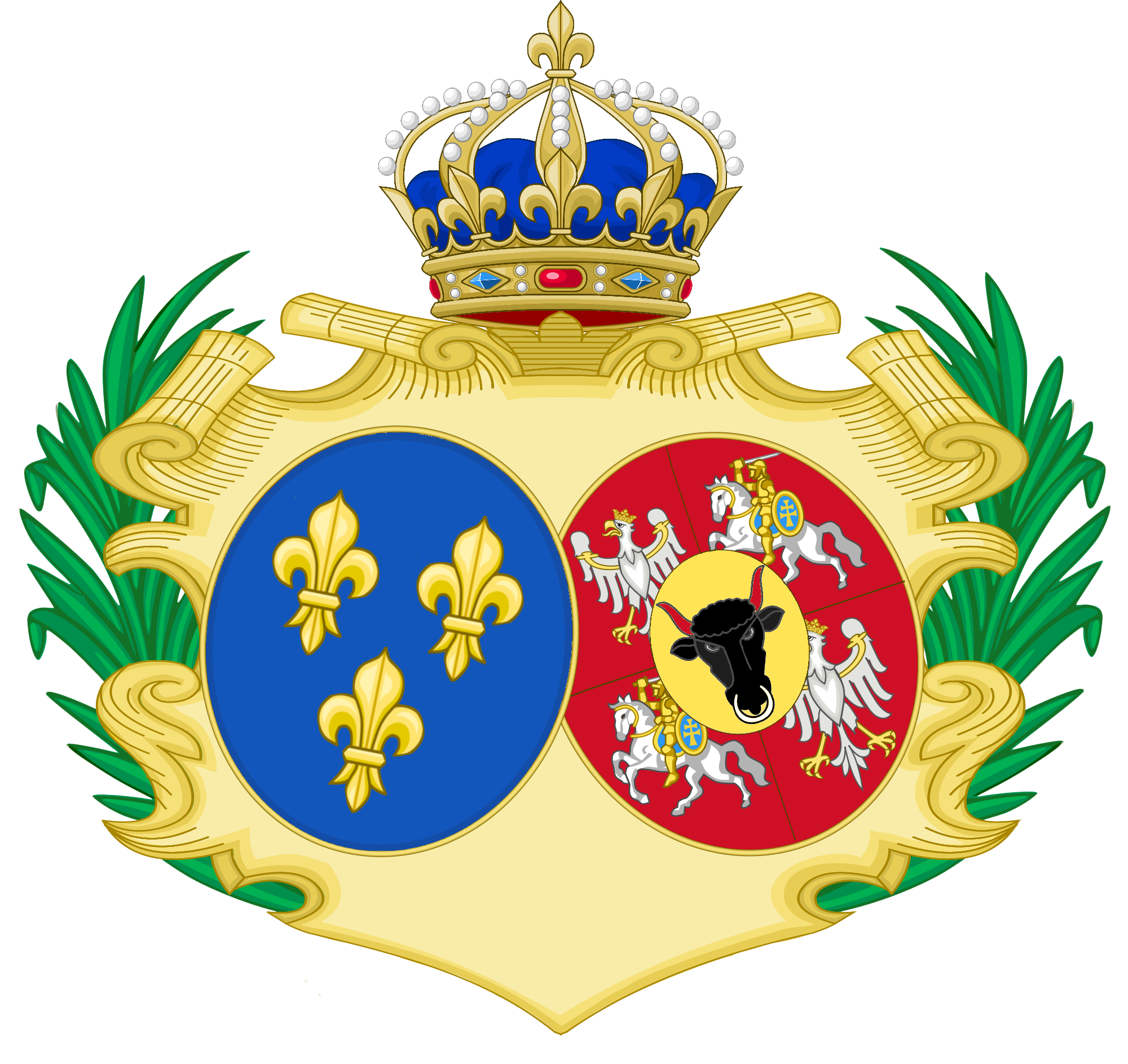
Huy hiệu của Maria khi là Vương hậu Pháp

Năm 1723, Công tước xứ Bourbon trở thành Nhiếp chính của Pháp trong thời niên thiếu của Louis XV. Vị Nhiếp chính bị chi phối rất nhiều bởi người tình của ông, Madame de Prie. Có những cuộc đàm phán kéo dài về cuộc hôn nhân giữa Maria và Công tước xứ Bourbon hiện đang góa vợ: Madame de Prie ủng hộ cặp đôi, vì bà không coi Maria không hấp dẫn là mối đe dọa đối với mình. Tuy nhiên, các cuộc đàm phán hôn nhân sớm bị lu mờ khi một cuộc hôn nhân cho Louis XV được ưu tiên. Cùng năm đó, vị vua trẻ lâm bệnh và lo sợ hậu quả của việc một nhà vua chưa lập gia đình qua đời mà không có người thừa kế, Công tước đề nghị tổ chức lễ cưới cho ông càng sớm càng tốt. Louis XV đã đính hôn với Infanta Mariana Victoria của Tây Ban Nha, người được đưa đến Pháp với tư cách là vợ tương lai vài năm trước đó. Vì Mariana Victoria mới năm tuổi nên sẽ không thể có con trong nhiều năm. Sau khi Louis ngã bệnh nặng, có một nỗi sợ hãi lớn là ông sẽ qua đời trước khi có người thừa kế ngai vàng. Nếu điều đó xảy ra, ngai vàng sẽ truyền sang nhà Orleans. Đây là một viễn cảnh không mong muốn đối với Công tước xứ Bourbon, người thích việc ngai vàng nên được truyền cho dòng dõi Tây Ban Nha hơn là dòng dõi Orléans. Hôn ước của Louis XV bị hủy bỏ và Infanta bị gửi trở lại Tây Ban Nha, khiến người Tây Ban Nha tức giận. Công tước xứ Bourbon và Madame de Prie bắt đầu đàm phán về cuộc hôn nhân của nhà vua với Maria ngay lập tức.

### Đàm phán kết hôn với nhà vua
Maria nằm trong danh sách 99 công chúa châu Âu đủ điều kiện kết hôn với vị vua trẻ. Bà không phải là lựa chọn đầu tiên trong danh sách. Maria ban đầu được đặt ở đó vì là một Vương nữ theo Công giáo và do đó hoàn thành các tiêu chí tối thiểu, nhưng bị loại sớm khi danh sách bị giảm từ 99 xuống 17 vì gia cảnh quá túng thiếu.
Tuy nhiên, các ứng cử viên được ưa thích hơn cuối cùng đều bị loại khỏi danh sách vì nhiều lý do khác nhau. Trong số những ứng cử viên quan trọng có Nữ Phong địa Bá tước Caroline xứ Hessen-Rotenburg; bị loại "vì tính khí thất thường"; Elizaveta của Nga; bị loại vì mẹ có xuất thân thường dân; Bárbara của Bồ Đào Nha; bị loại vì gia đình có sức khỏe không tốt; Vương nữ Charlotte Amalie của Đan Mạch; bị loại vì có thể gây ra xung đột với Thụy Điển, đồng minh của Pháp; Élisabeth-Thérèse xứ Lorraine; bị loại bỏ vì Vương tộc Lorraine có quan hệ quá gần gũi với Vương tộc Habsburg; và Enrichetta d'Este; bị loại bỏ vì tình hình hỗn loạn trong gia đình.
Khi danh sách 17 bị giảm xuống còn 4, những lựa chọn được ưa chuộng vẫn còn nhiều vấn đề. Anne và Amelia của Đại Anh, những người được xem xét với sự hiểu biết rằng họ sẽ cải sang đức tin Công giáo sau khi kết hôn, được Công tước xứ Bourbon và Madame de Prie ủng hộ vì nó được hỗ trợ bởi các nhà tài chính chính trị của họ, công ty của hai anh em Paris. Hồng y Fleury dễ dàng ngăn chặn cặp chị em người Anh vì lý do tôn giáo. Hai người cuối cùng là chị em của Công tước xứ Bourbon, Henriette-Louise và Élisabeth Alexandrine, người mà chính nhà vua đã từ chối kết hôn vì sự từ chối của Hồng y. Bản thân Hồng y Fleury ủng hộ việc ghép cặp với Caroline xứ Hessen-Rheinfels-Rotenburg, được ông ngoại của Louis XV, Quốc vương Sardegna ủng hộ thông qua điệp viên là Thân vương phi xứ Carignano, Maria Vittoria của Savoia.
Trong những tranh chấp phức tạp về việc lựa chọn bạn đời hoàng gia, Maria Leszczyńska cuối cùng nổi lên như một lựa chọn được cả đảng của Công tước xứ Bourbon và Madame de Prie, cũng như đảng của Hồng y Fleury chấp nhận, phần lớn là vì bà không gây tranh cãi về mặt chính trị và không có bất kỳ liên minh nào có thể gây hại cho cả hai đảng. Vào thời điểm này, đã có những cuộc đàm phán về hôn nhân giữa Maria và Công tước xứ Bourbon. Công tước xứ d'Argensson để lại một báo cáo thuận lợi về Maria, và những công việc cơ bản đã được thực hiện. Hồng y Fleury chấp nhận sự lựa chọn vì Maria không gây ra mối đe dọa nào cho ông vì bà không có mối quan hệ, trong khi Công tước xứ Bourbon và Madame de Prie, chính xác là vì bà không có bất kỳ cơ sở quyền lực cá nhân nào, mong đợi bà phải mang ơn họ vì vị trí của mình. Maria cuối cùng được chọn vì bà là một công chúa Công giáo trưởng thành và khỏe mạnh, sẵn sàng sinh con ngay sau lễ cưới. Có thông tin cho rằng, Madame de Prie đã vẽ một bức chân dung đẹp về Maria, trong đó cô được cố tình làm cho giống với bức chân dung yêu thích của nhà vua về mẹ mình. Khi được cho xem bức chân dung, Louis rất ấn tượng và thốt lên: "Nàng ta là người đáng yêu nhất trong số họ!" và trở nên nhiệt tình với cuộc hôn nhân, một tình tiết đã thu hút được một số sự chú ý.

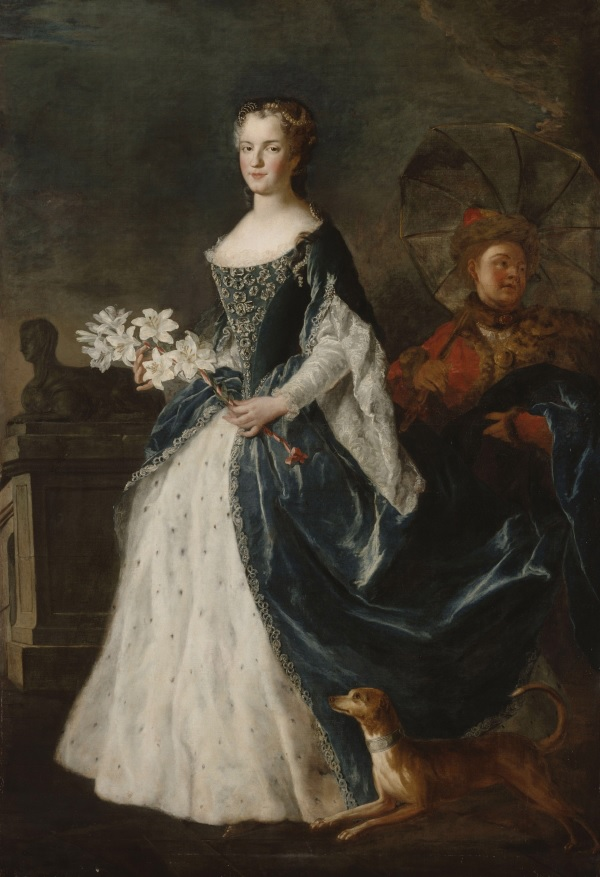
Maria Leszczyńska vào năm 1730, tranh bởi Alexis Simon Belle.

Lời cầu hôn chính thức được đưa ra vào ngày 2 tháng 4 năm 1725. Thông báo về lễ cưới không được hoàng gia đón nhận nồng nhiệt. Cha của Maria, Stanisław, chỉ là một vị vua trong một thời gian ngắn và bà bị coi là một sự lựa chọn tồi và có địa vị thấp kém, không xứng đáng là Vương hậu của nước Pháp. Công tước phu nhân xứ Lorraine, em gái của cựu Công tước xứ Orléans cũng bị xúc phạm vì con gái bà là Élisabeth-Thérèse đã không được chọn. Giới quý tộc và triều đình coi Vương hậu tương lai là một kẻ xâm nhập mới nổi, các bộ trưởng coi là nguyên nhân gây rắc rối ngoại giao với Tây Ban Nha và Nga vì các Vương nữ của họ bị từ chối để ủng hộ Maria, và công chúng cũng được cho là ban đầu không hài lòng với thực tế là Pháp sẽ không đạt được "từ cuộc hôn nhân này cả vinh quang lẫn danh dự, sự giàu có hay liên minh". Có tin đồn trước đám cưới rằng cô dâu xấu xí, mắc chứng động kinh và vô sinh. Vào ngày 6 tháng 5 năm 1725, Maria buộc phải trải qua một cuộc kiểm tra y tế, kết quả cho thấy bà không mắc chứng động kinh và cũng đưa ra những báo cáo đáng tin cậy về kinh nguyệt và khả năng sinh sản của bà. Trong hợp đồng hôn nhân, bà được trao những điều khoản giống như trước đây đã trao cho Infanta của Tây Ban Nha, và do đó bà được đảm bảo năm mươi nghìn crown cho nhẫn và đồ trang sức, hai trăm năm mươi nghìn crown khi kết hôn và được đảm bảo thêm khoản trợ cấp góa phụ hàng năm là hai mươi nghìn crown.

### Mối quan hệ riêng tư với Louis XV
Cuộc hôn nhân theo ủy quyền diễn ra vào ngày 15 tháng 8 năm 1725 tại Nhà thờ Strasbourg, Louis XV được đại diện bởi người anh em họ của ông là Công tước xứ Orleans, Louis le Pieux. Khi kết hôn, tên tiếng Ba Lan của Maria được sửa đổi thành tiếng Pháp với cái tên Marie. Mặc dù họ của bà khó phát âm đối với người Pháp, nhưng nó vẫn thường được dân thường sử dụng. Bà được hộ tống bởi Mademoiselle de Clermont, bảy nữ quan, hai nữ thị tùng, nhiều quản gia và thị vệ trong một đoàn xe ngựa dài; tuy nhiên, bà không được chào đón bằng những nghi lễ diễu hành mừng chiến thắng, lời chào ngoại giao hay các nghi lễ chính thức khác, như thường lệ khi một Vương nữ nước ngoài đến để kết hôn với hoàng gia. Maria đã tạo ấn tượng tốt với công chúng ngay từ đầu, chẳng hạn như khi bà phát largesse trên đường đến dự đám cưới của mình ở Fontainebleau.
Louis và Maria gặp nhau lần đầu vào đêm trước ngày cưới của họ vào ngày 4 tháng 9 năm 1725 tại Lâu đài Fontainebleau. Maria lúc đó 22 tuổi và Louis 15 tuổi. Cặp đôi được cho là đã yêu nhau ngay từ cái nhìn đầu tiên, dựa trên các lời kể của nhân chứng như bức thư của Hồng y de Rohan và của Công tước de Bourbon có mặt khi họ gặp nhau. Mối quan hệ của họ ban đầu rất hạnh phúc và bình dị, và Louis XV chung thủy với vợ mình trong tám năm. Công tước de Richelieu, người bạn thân nhất của nhà vua, ghi lại trong hồi ký của mình rằng Louis XV có "niềm đam mê thực sự" với Marie Leczinska và lúc đầu đã phản đối ý tưởng lấy một tình nhân trong khi vợ ông luôn mang thai. Ông nóng lòng muốn cưới bà, được cho là lấy làm vinh dự khi có một người vợ 22 tuổi, và từ chối cho phép chỉ trích ngoại hình của bà.
Vào tháng 8 năm 1727, Maria hạ sinh những đứa con đầu lòng, cặp song sinh tên Louise-Élisabeth và Anne Henriette tại Cung điện Versailles. Nhà vua rất vui mừng và tuyên bố rằng sau khi mọi người nói rằng ông không thể có con, ông đã trở thành cha của hai đứa trẻ. Tuy nhiên, vị bộ trưởng đầu tiên của ông, Hồng y Fleury, lại không hài lòng và quyết định rằng cho đến khi Vương hậu sinh con trai, bà không được phép đi cùng nhà vua trong các chuyến đi của ông mà phải ở lại Versailles. Một năm sau, một cô con gái khác, Marie Louise chào đời, khiến cho nhà vua thất vọng. Dauphin được chờ đợi từ lâu, Louis được sinh ra vào ngày 4 tháng 9 năm 1729 trong sự nhẹ nhõm của một đất nước mà gia đình hoàng gia đã có lịch sử không thể thiết lập được dòng dõi nam giới kế vị an toàn.
Tổng cộng Maria có 10 người con còn sống, 7 người trong số đó sống sót đến tuổi trưởng thành. Tất cả các con của bà đều coi bà như một hình mẫu của đức hạnh, đặc biệt là các cô con gái, mặc dù bản thân Maria với bản tính lạnh lùng không biểu lộ nhiều tình cảm với các con. Tuy nhiên, nhiều tài khoản đương thời như thư của chính con cái bà cho thấy một người mẹ chu đáo và tận tâm. Những người bạn thân như Công tước de Luynes và nữ quan Marechale de Mouchy hoặc Luật sư Barbier đã ghi lại trong hồi ký của họ rằng "Vương hậu yêu thương con cái của mình một cách dịu dàng" và được cho là dành cho chúng "những cái ôm và nụ hôn" và giám sát việc học của chúng. Bà cũng sẽ thực hiện và thường xuyên gửi quà và viết thư cho các cô con gái nhỏ hơn của mình, những người mà bà bị cấm gặp tại Fontevraud. Theo nhật ký, Marie Leczinska đã an ủi các con của mình về những vấn đề cá nhân của chúng và chăm sóc chúng về mặt thể chất khi chúng bị ốm.
Maria được những người đương thời coi là có vẻ ngoài giản dị và mảnh mai nhưng có làn da tươi tắn và khỏe mạnh. Điều đó phai nhạt theo tuổi tác nhưng lòng mộ đạo đã ngăn cản bà sử dụng các phương tiện nhân tạo để làm cho mình trông hấp dẫn. Bà được mô tả là người nhút nhát và kín đáo khi ở bên chồng. Bà coi đó là bổn phận của mình để thể hiện lòng biết ơn và sự tôn kính với ông nhưng không đủ thoải mái để giải trí hoặc tán tỉnh. Ví dụ, có lần bà không tìm được cách nào khác để giải trí cho chồng ngoài việc đề nghị ông giết những con ruồi trong khung cửa sổ.
Louis XV, người mắc chứng u sầu và buồn chán, đã có xu hướng lắng nghe khi Maria bị so sánh bất lợi với những người phụ nữ khác, và Hồng y Fleury, người muốn ngăn chặn Maria khỏi việc có được bất kỳ ảnh hưởng nào đối với nhà vua, đã ủng hộ ý tưởng nhà vua lấy một tình nhân miễn là người đó không quan tâm đến chính trị. 

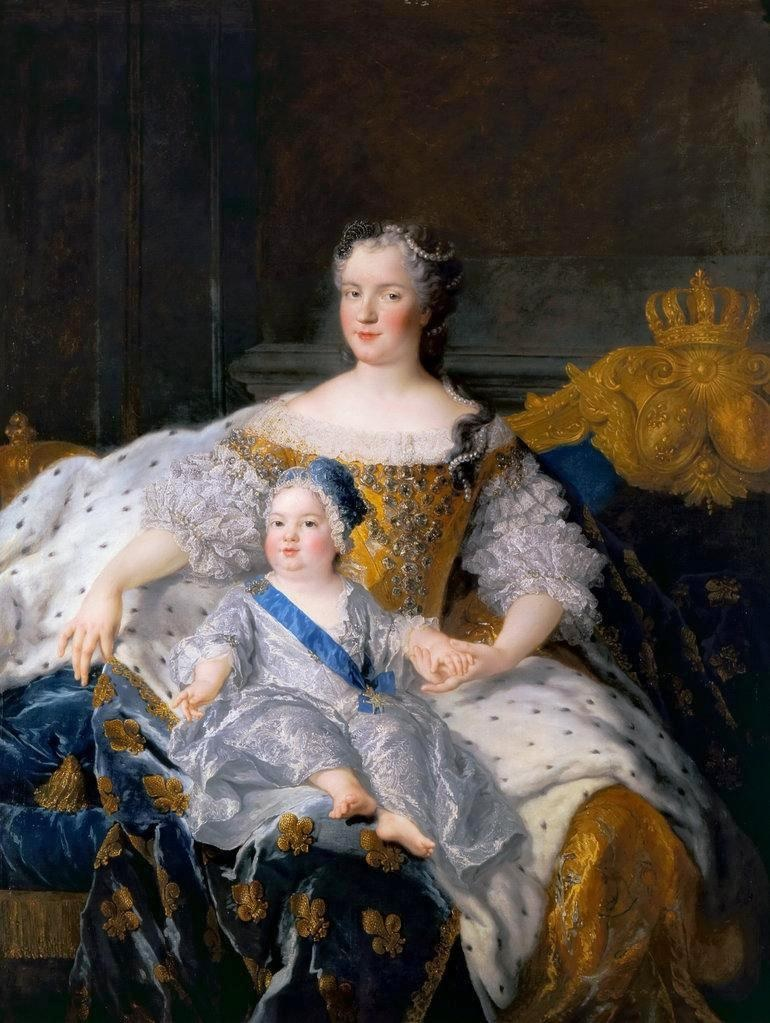
Maria Leszczyńska với con trai.

Louis XV cuối cùng trở thành một kẻ trăng hoa khét tiếng. Năm 1733, ông bắt đầu mối quan hệ đầu tiên với Louise Julie de Mailly; cho đến năm 1737, mối quan hệ này không chính thức, và bà được biết đến tại triều đình với cái tên Fair Unknown. Trong những năm này, Maria đã không thành công trong việc tìm ra người tình và thể hiện sự không hài lòng của mình về tình trạng này. Tuy nhiên, việc ngoại tình này được Hồng y Fleury ủng hộ vì de Mailly không quan tâm đến chính trị, và sau những năm đầu tiên nhà vua ngoại tình, Maria đành phải cam chịu. Sau khi sinh Vương nữ Louise vào năm 1737, ca sinh khó khăn suýt nữa cướp đi mạng sống của bà, các bác sĩ khuyên Maria rằng nếu mang thai lần nữa, bà có thể mất mạng, và từ năm 1738, bà đã từ chối cho Louis vào phòng ngủ của mình.
Song song với điều này, Louise Julie de Mailly được chính thức công nhận là tình nhân hoàng gia và là người được nhà vua sủng ái tại triều đình, và mối quan hệ giữa nhà vua và Vương hậu trở nên tồi tệ, mặc dù họ vẫn tiếp tục thực hiện các vai trò nghi lễ của mình bên cạnh nhau. nhà vua chỉ đến thăm phòng của bà một cách hoàn toàn theo nghi lễ và không còn tham gia vào các trò chơi bài của bà nữa. Triều đình, cảnh giác với việc bà mất đi tình cảm của nhà vua, chỉ chăm sóc bà khi đại diện của triều đình yêu cầu. Louise Julie de Mailly được tiếp nối bởi Pauline Félicité de Mailly vào năm 1739, Marie Anne de Mailly vào năm 1742 và Diane Adélaïde de Mailly cũng vào năm 1742. Trong thời gian Louis XV lâm bệnh nặng ở Metz vào tháng 8 năm 1744, khi ông được cho là sắp qua đời, Maria đã được ông cho phép đi cùng ông. Bà được công chúng ủng hộ cổ vũ trong suốt hành trình, nhưng khi bà đến nơi, Louis không còn muốn gặp bà nữa. Bà và các giáo sĩ ủng hộ ý tưởng nhà vua lưu đày tình nhân Marie Anne de Mailly và cả em gái, và nhà vua nên công khai xin lỗi vì tội ngoại tình, nhưng điều này không cải thiện được cuộc hôn nhân của họ.
Madame de Pompadour được giới thiệu tại triều đình vào năm 1745, và được trao một vị trí quan trọng và nhiều ảnh hưởng tại triều đình cho đến khi qua đời vào năm 1764, khiến bà phần nào làm lu mờ Vương hậu. Những người tình của Louis thường được trao các vị trí trong triều đình của Maria để họ có thể tiếp cận lâu dài và có lý do chính thức để ở lại triều đình, điều này khiến Maria rơi vào tình thế khó khăn. Bà coi người tình chính thức đầu tiên Louise Julie de Mailly là người gây tổn thương nhất vì bà là người đầu tiên; tuy nhiên, bà không thích Marie Anne de Mailly ở cấp độ cá nhân hơn vì Marie Anne kiêu ngạo và hỗn xược. Ngược lại với những tình nhân chính thức khác, Maria có mối quan hệ khá thân thiện và nồng hậu với Madame de Pompadour, người luôn đối xử với Vương hậu bằng sự tôn kính và cung kính, mặc dù Maria đã không thành công khi phản đối việc bổ nhiệm Pompadour làm nữ quan vào năm 1756. Ngược lại, Maria dường như chưa bao giờ có quan hệ ngoài luồng.

## Vương hậu

### Vai trò chính trị
Vương hậu Maria không bao giờ có thể phát triển ảnh hưởng chính trị và thay vào đó tập trung vào nhiều hoạt động từ thiện như tặng tiền, thực phẩm ăn được, thuốc men cũng như may vá và may quần áo cho người nghèo, được thường dân Pháp đánh giá cao. Sau khi kết hôn, triều đình được chỉ định của bà bao gồm một số lượng lớn những người theo Công tước xứ Bourbon, ngoài ra có Madame de Prie, Công tước phu nhân de Béthune và Hầu tước phu nhân de Matignon trở thành một trong số mười hai nữ quan hoặc dame du palais của bà. Em gái của Công tước, Marie Anne de Bourbon, trở thành Surintendante de la Maison de la Reine và Paris de Verney được bổ nhiệm làm thư ký. Hồng y de Fleury, người từng là gia sư của Louis, được bổ nhiệm làm Đại phát chẩn.

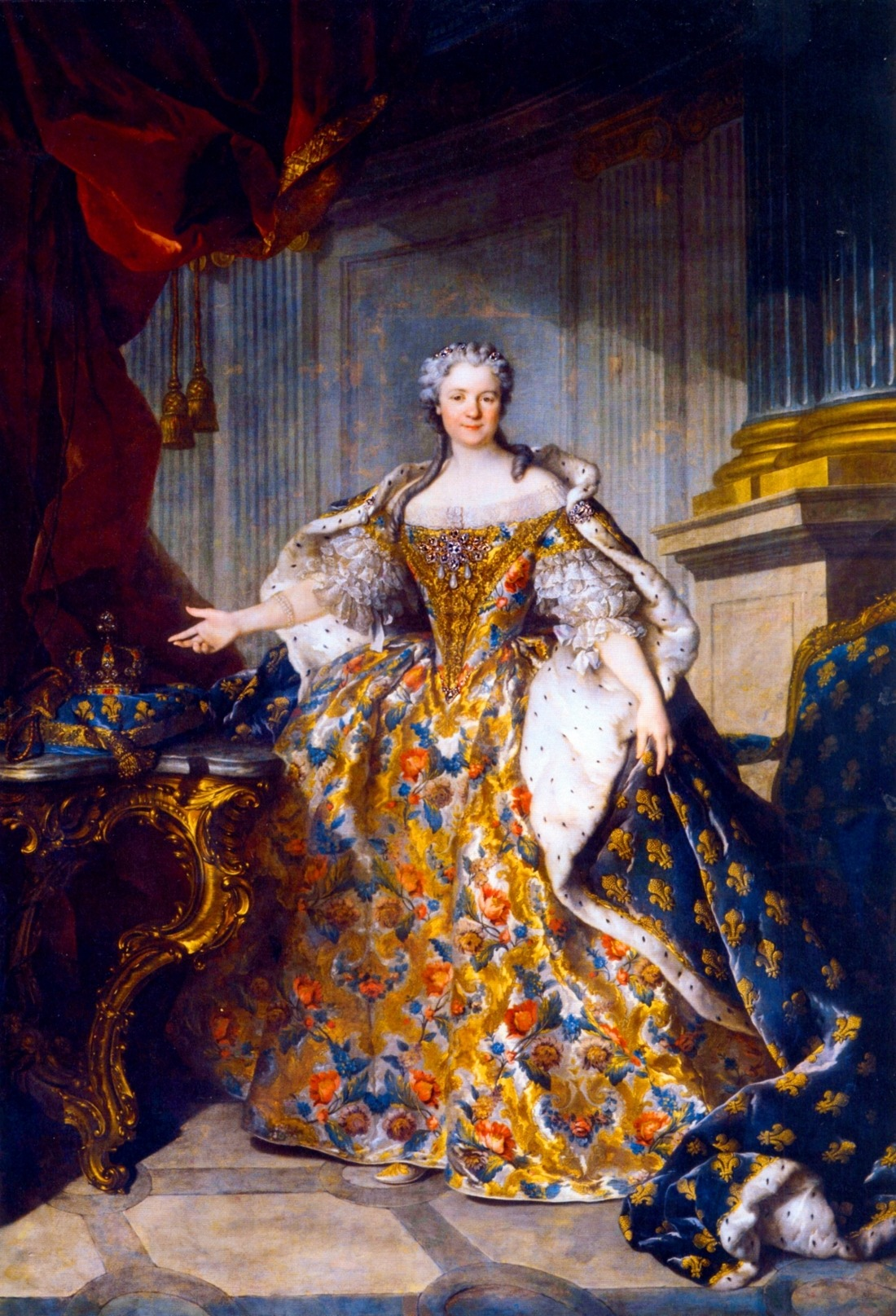
Maria Leszczyńska mặc một chiếc áo choàng màu xanh có thêu hình Fleur-di-Lis trên áo choàng (chân dung bởi Louis Tocqué, khoảng năm 1740)

Maria được cha khuyên rằng hãy luôn trung thành với Công tước xứ Bourbon, người mà bà nợ cuộc hôn nhân và địa vị của mình, và đó là một ân huệ đối với Công tước khi Maria thực hiện nỗ lực đầu tiên của mình để can thiệp vào chính trị. Vào ngày 17 tháng 12 năm 1725, Công tước xứ Bourbon, Madame de Prie và Paris de Verney cố gắng trục xuất Hồng y de Fleury thông qua một âm mưu. Theo chỉ thị của họ, Vương hậu triệu tập Nhà vua đến phòng của bà, nơi Công tước de Bourbon có mặt. Các cánh cửa được khóa để đảm bảo bí mật và Công tước trình lên Nhà vua một báo cáo từ đại sứ của họ tại Rome, trong đó đổ lỗi cho Fleury về thất bại của Pháp trong một cuộc tranh chấp với Giáo hoàng. Bourbon hỏi Nhà vua rằng họ có nên trả lời hay không, nhưng Nhà vua từ chối mà không có sự hiện diện của Fleury. Trong khi đó, Hồng y Fleury biết được âm mưu làm mất uy tín của mình và đã rời khỏi cung điện. Công tước và de Prie lên kế hoạch sử dụng sự vắng mặt của Fleury để giam giữ ông trong một tu viện, và giao cho Maria nhiệm vụ thông báo cho Louis XV rằng Fleury muốn vào một Tu viện và rời khỏi vị trí của mình tại triều đình. Điều này dẫn đến một cuộc khủng hoảng khi Nhà vua đưa ra cho Bourbon sự lựa chọn hoặc trục xuất Madame de Prie và Paris de Verney hoặc bị cách chức Tể tướng. Sự việc này khiến Hồng y Fleury xếp Vương hậu Maria vào danh sách đối thủ của mình và quyết định phế truất chức vụ của Công tước xứ Bourbon. Hồng y Fleury cảnh báo Nhà vua rằng không phụ nữ nào được phép tham gia vào các công việc nhà nước và việc nghe theo lời khuyên của phụ nữ sẽ dẫn đến thảm họa.
Vào tháng 6 năm 1726, Fleury thuyết phục Nhà vua tước bỏ chức vụ của Công tước xứ Bourbon. Madame de Prie ngay lập tức yêu cầu Vương hậu nói chuyện với Nhà vua để ủng hộ Bourbon. Bà đã phản đối nhưng cuối cùng đồng ý và được cho là thảo luận rất sôi nổi về chuyện này với nhà vua, nhưng bà không thành công vì nhà vua phản ứng rất tiêu cực với nỗ lực can thiệp vào chính trị của bà sau khi Fleury khuyên rằng phụ nữ không được phép tham gia vào các công việc nhà nước. Một ngày sau khi chính quyền của Công tước xứ Bourbon sụp đổ, Louis XV tuyên bố với Vương hậu Maria rằng ông yêu cầu bà để Hồng y Fleury chỉ đạo mình trong tương lai bằng những lời sau:
"Ta cầu xin, Madame, và nếu cần thiết, ta ra lệnh cho nàng hãy tin vào mọi điều mà cựu Tổng giám mục Frejus nói với nàng thay mặt ta, như thể ông ấy chính là ta - Louis".
Nỗ lực của Maria nhằm tham gia vào các công việc nhà nước trong các sự kiện năm 1726 đã dẫn đến một cuộc khủng hoảng trong mối quan hệ của bà với Louis XV, và bà tìm kiếm lời khuyên về cách cư xử từ Thân vương phi xứ Carignano, người mà bà không hề biết là một điệp viên phục vụ cho Savoia. Lời khuyên của công chúa là với tư cách là Vương hậu nước Pháp, Maria có nhiệm vụ không tham gia vào các âm mưu và mưu đồ chính trị, mà phải hành động như một tấm gương về đức hạnh và lòng mộ đạo; một hình mẫu của "người vợ Công giáo của vị vua Cơ đốc nhất". Vương hậu Maria chấp nhận lời khuyên và làm theo nó trong suốt quãng đời còn lại của mình, vì bà không bao giờ tham gia vào bất kỳ hoạt động chính trị nào nữa. Sau cuộc khủng hoảng năm 1726 và cho đến khi một dauphin ra đời vào năm 1729, Hồng y Fleury và Thân vương phi xứ Carignano đã có những chuẩn bị lâu dài để thay thế Maria nếu bà qua đời khi sinh con, tốt nhất là với Charlotte xứ Hessen-Rheinfels-Rotenburg.

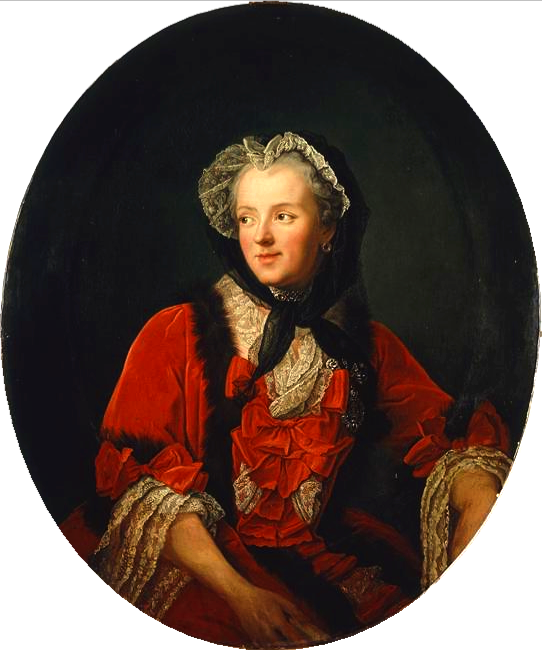
Vương hậu Maria năm 1748

Maria sau đó làm hòa với Hồng y Fleury, người mà bà vẫn giữ liên lạc qua thư từ và khiêm tốn giao phó nhiệm vụ tư vấn cho bà cách cư xử để làm hài lòng nhà vua. Fleury và Maria phát triển một mối quan hệ thân thiện và ông thường ủng hộ bà khi đánh giá rằng yêu cầu của bà đối với nhà vua là vô hại; chẳng hạn như vào năm 1742, khi Hồng y, theo yêu cầu của Maria, thuyết phục nhà vua cho phép bà bổ nhiệm người bạn thân Amable-Gabrielle de Villars làm Dame d'atours. Hoạt động chính trị của bà sau năm 1726 chỉ giới hạn trong việc yêu cầu Louis XV cấp lương hưu hoặc thăng chức cho một người bạn, và bà thường nhờ Hồng y Fleury làm trung gian để đạt được điều này.
Mặc dù không có ảnh hưởng, bà vẫn có quan điểm chính trị, và cũng có một số tầm quan trọng chính trị gián tiếp. Trong Chiến tranh Kế vị Ba Lan năm 1733–1736, bà ủng hộ việc ứng cử cha mình lên ngai vàng Ba Lan, và theo yêu cầu của cha mình, bà cố gắng hết sức để khuyến khích Hồng y Fleury ủng hộ việc ứng cử cha, nhưng bày tỏ với Hồng y rằng bà chưa bao giờ mong muốn chiến tranh và mình là nguyên nhân vô tội vì người Pháp muốn nâng cao địa vị của bà. Sau chiến tranh, Stanisław được trao Công quốc Lorraine vì ông là cha vợ của Quốc vương Pháp, và Công quốc trở thành một phần của Pháp sau khi ông qua đời, người trở thành Công tước xứ Lorraine, do đó khiến bà gián tiếp hữu ích trong chính trường. Là một người Công giáo ngoan đạo, Vương hậu Maria ủng hộ thụ động cho đảng Dévots tự nhận tại triều đình, ủng hộ các giám mục trong các cuộc xung đột của họ với Nghị viện Paris và bày tỏ sự đồng cảm với dòng Tên trong cuộc xung đột ngôi vị. Cũng là một sự thật rằng nếu nhà vua qua đời trước khi con trai trưởng thành, thì theo phong tục, bà sẽ trở thành nhiếp chính của nước Pháp cho đến sinh nhật lần thứ 13 của con trai, điều này khiến Maria trở thành nhiếp chính tiềm năng từ khi dauphin chào đời cho đến sinh nhật lần thứ 13 của con trai, một sự thật mà triều đình có thể đã biết rõ.

### Vai trò là Vương hậu
Vương hậu Maria ban đầu không được triều đình tôn trọng, nơi bà bị coi là có xuất thân thấp kém. Việc không có địa vị triều đình hay có mối quan hệ khiến bà không có cơ sở quyền lực chính trị, và không thể có được bất kỳ ảnh hưởng cá nhân hay chính trị nào. Bà không được ghi nhận là có bất kỳ tầm quan trọng nào và không được chú ý nhiều ngoài vai trò nghi lễ của bà là Vương hậu.
Với tư cách là Vương hậu, Maria Leszczyńska thực hiện vai trò nghi lễ theo đúng nghi thức chính thức của triều đình, thực hiện thường xuyên và đúng giờ tất cả các nhiệm vụ đại diện mà cuộc sống triều đình tại Versailles yêu cầu bà. Bà coi trọng sự phô trương theo nghi lễ và các buổi trình diễn của triều đình để tăng thêm phẩm giá của mình và giành được sự tôn trọng của giới quý tộc triều đình, điều này là cần thiết vì bà không có mối quan hệ gia đình danh giá nào và do đó ban đầu bị họ coi là người có xuất thân thấp kém: người kế vị bà là Vương hậu Maria Antonia đã bỏ qua nhiều quy tắc này và từng chỉ ra rằng, trái ngược với người tiền nhiệm là Vương hậu Maria Leszczyńska, bà không cần phải nâng cao địa vị và phẩm giá của mình vì địa vị của mình đã thể hiện rõ ràng ngay từ khi sinh ra, và do đó, bà có thể thoải mái trong nghi thức của mình mà không mất đi sự tôn trọng.
Maria được cấp một khoản trợ cấp là 100.000 livre để vui chơi, làm từ thiện và đánh bạc, một khoản tiền thường được trả không đều đặn và không đủ vì bà thường xuyên lâm vào cảnh nợ nần. Mặc dù có thói quen đơn giản, hay phòng của bà tại Versailles không được trang trí lại sau năm 1737 – trò chơi yêu thích của bà, cavagnole thường khiến bà lâm vào cảnh nợ nần, và nhà vua thường không muốn trả nợ cho việc này.
Maria chấp nhận rằng các cận thần của bà được bổ nhiệm vì cấp bậc chứ không phải vì sở thích cá nhân, và trò chuyện lịch sự với đoàn tùy tùng. Tuy nhiên, mặc dù bà luôn cẩn thận hoàn thành vai trò đại diện của mình, bà không bao giờ tham gia vào đời sống triều đình ngoài những việc cần thiết để hoàn thành nhiệm vụ nghi lễ, và khi hoàn thành, bà thích nghỉ ngơi tại phòng riêng với nhóm bạn thân thiết. Trong số những người bạn riêng của Maria có grand almoner là Hồng y de Luynes, Công tước Charles Philippe d'Albert de Luynes và Dame d'honneur Marie Brûlart, cũng như góa phụ giàu có của cố Nhiếp chính, Nữ Công tước xứ Orleans: Francoise Marie de Bourbon (con gái hợp pháp của Louis XIV và Madame de Montespan), người sẽ mời và tổ chức các bữa tiệc tại cung điện của bà ở Paris cho Maria Leszczyńska. Nữ quan yêu thích khác của bà là Dame d'atour, Françoise de Mazarin, người hỗ trợ Maria trong cuộc tình giữa em họ Louise Julie de Mailly và nhà vua. Vòng tròn bạn bè riêng tư của Maria được hoàn thiện với sự bổ sung của Chủ tịch Hénault (Surintendant của bà từ năm 1753) và Bá tước d'Argenson, người yêu cầu không gọi bằng danh hiệu của ông và cũng là người mà bà tham khảo ý kiến khi muốn có lương hưu hoặc thăng chức cho người được bà bảo trợ. Giống như mẹ mình, Maria duy trì mối quan hệ chính trị với Margareta Gyllenstierna, vợ của Arvid Horn, sau làm quen trong thời gian ở Thụy Điển.
Cuối cùng, Vương hậu Maria đã giành được sự tôn trọng của giới quý tộc trong triều đình bằng cách tuân thủ nghiêm ngặt nghi thức, điều này khiến cho tiếng nói của bà ít nhất là về mặt hình thức trở nên quan trọng. Năm 1747, Voltaire bị trục xuất khỏi triều đình hoàng gia do ảnh hưởng của bà. Lý do là hai sự cố, cả hai đều xúc phạm đến Vương hậu: Trong một đêm dài đánh bạc, người tình của Voltaire, Émilie du Châtelet, đã thua một khoản tiền lớn tại bàn đánh bạc của Vương hậu, trong lúc đó Voltaire thì thầm với Émilie bằng tiếng Anh rằng bà đã bị lừa. Điều này được coi là một sự xúc phạm đối với Vương hậu, vì nó cho rằng khách của bà là những kẻ gian lận; Voltaire có thể đã bị bắt vì lời nhận xét không đúng lúc của mình. Ngay sau đó, Voltaire viết một bài thơ để vinh danh người bảo trợ của mình, tình nhân hoàng gia Madame de Pompadour, trong đó ông ám chỉ đến mối quan hệ tình dục giữa Pompadour và nhà vua. Điều này đã xúc phạm Maria và dẫn đến việc trục xuất Voltaire khỏi triều đình.
Khi con dâu đầu tiên của bà qua đời vào năm 1746, Vương hậu, người rất yêu thương con trai duy nhất của mình, đã phản đối việc lựa chọn người vợ tiếp theo của ông, Maria Josepha xứ Sachsen vì là con gái của đối thủ cha bà, August III của Ba Lan. Việc bà không thích sự ghép cặp này được biết đến nhưng bị bỏ qua, vì bà không có mối liên hệ nào với triều đại khác. Ban đầu, vấn đề này gây ra một số bất hòa giữa Vương hậu và con dâu mới của bà. Tuy nhiên, sự bất hòa sớm được khắc phục được cho là vì Maria Josepha là người ngưỡng mộ cha của Vương hậu. Để vinh danh ông, một số cháu trai của Vương hậu nhận được tên Stanislaus (Stanisław trong tiếng Pháp) tại lễ rửa tội.

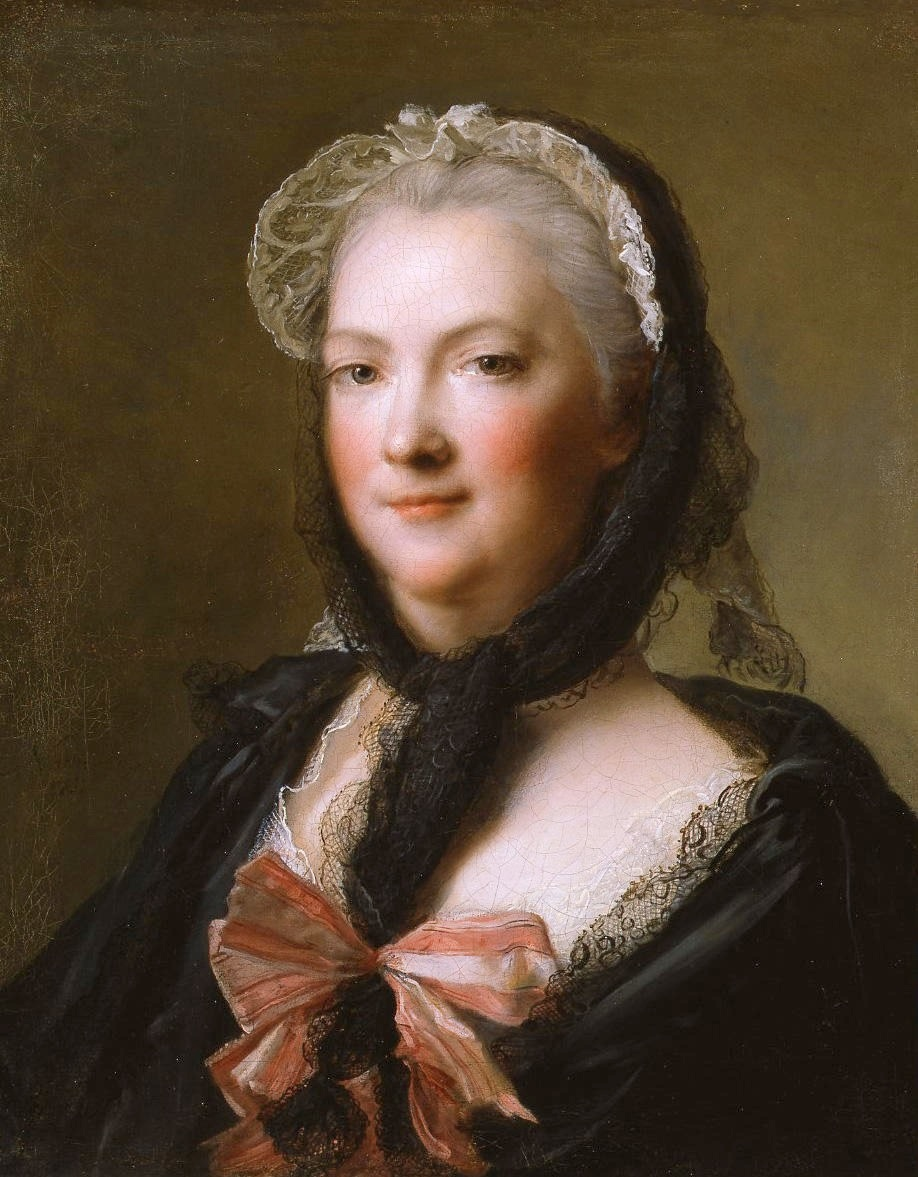
Chân dung Vương hậu Maria Leszczyńska năm 1753 (của Jean-Marc Nattier)

Maria đóng vai trò lớn như một người bảo trợ văn hóa và nghệ thuật. Vương hậu là nhà hảo tâm của các họa sĩ như Charles-Antoine Coypel, người mà bà đã đặt vẽ 34 bức tranh tôn giáo trong phòng cũng như Jean-Marc Nattier, người mà bà đã ủy thác vào năm 1748 để vẽ bức chân dung cuối cùng, một bức chân dung khác thường vì nó không trang trọng. Đó là một thành công lớn đối với Jean-Marc, vì nó đã được in và bán dưới dạng tranh in. Đây cũng là bức chân dung yêu thích của bà mà bà sao chép lại để tặng bạn bè. Bà là người giới thiệu và phổ biến phong cách giường Ba Lan trong thiết kế nội thất của Pháp. Về mặt ẩm thực, Maria khiến việc ăn đậu lăng trở nên phổ biến ở Pháp và cũng được biết đến khi cùng với các đầu bếp của mình phát minh ra món bánh thịt Pháp nổi tiếng hiện nay có tên là "bouchée à la reine" vào năm 1735. Hơn nữa, Chủ tịch Henault và de Luynes nhấn mạnh rằng Vương hậu Maria thông thạo bảy ngôn ngữ như tiếng Ý, tiếng Đức, tiếng Pháp, tiếng Latinh, tiếng Thụy Điển và tiếng Anh ngoài tiếng Ba Lan bản địa và rất hữu ích khi tiếp các đại sứ nước ngoài. Maria là một người rất yêu âm nhạc khi bà chơi đàn hurdy gurdy, đàn harpsichord và guitar và là một thợ khắc và họa sĩ nhiệt thành. Maria cũng rất giỏi thêu thùa và may vá, bà đã tặng những sản phẩm của mình cho các nhà thờ nghèo và là người quảng bá cho nhiều nghệ sĩ khác như Alexis-Simon Belle, Piere Gobert, Jean Louis Tocque, Charles Van Loo, Maurice Quentin de Latour Hyacinth Rigaud và nhà thơ Moncrift. Công tước de Luynes nêu trong hồi ký của mình rằng chính Maria là người đầu tiên giới thiệu những bông hoa sứ cho các cận thần ở Versailles bằng cách trưng bày chúng trong phòng của bà vào tháng 4 năm 1748 sau khi ủy nhiệm Sevres. Cũng tại Versailles, Vương hậu mời castrato Farinelli vào năm 1737, người dạy bà học hát, và Mozart trẻ tuổi vào năm 1764, người mà bà thấy rất quyến rũ. Trong chuyến thăm cung điện, Maria đóng vai trò là phiên dịch viên cho chồng và gia đình, những người không hiểu tiếng Đức. Đóng góp lớn nhất của bà cho đời sống tại Versailles là các buổi hòa nhạc hợp xướng Ba Lan hàng tuần.
Vương hậu Maria duy trì vai trò và danh tiếng của một Vương hậu Công giáo giản dị và trang nghiêm. Bà hoạt động như một tấm gương về lòng đạo đức Công giáo và được coi trọng vì lòng hào phóng của bà đối với người nghèo và thiếu thốn thông qua hoạt động từ thiện, bao gồm việc thành lập các trại tế bần, các chương trình sinh kế và hỗ trợ tài chính cho người nghèo cũng như hỗ trợ các trại trẻ mồ côi và bệnh viện, điều này khiến bà rất được công chúng yêu mến trong suốt cuộc đời làm Vương hậu.

## Qua đời
Maria Leszczyńska mất ngày 24 tháng 6 năm 1768, một ngày sau sinh nhật ở tuổi 65. Bà đã rất được công chúng yêu mến trong những năm đầu và cuối đời. Maria được chôn cất tại Vương cung thánh đường St Denis, và trái tim của bà được chôn cất tại Nhà thờ Notre-Dame-de-Bonsecours ở Nancy.

## Con cái
- Louise Élisabeth (14 tháng 8 năm 1727 – 6 tháng 12 năm 1759), Nữ công tước Parma, có con cái
- Anne Henriette (14 tháng 8 năm 1727 – 10 tháng 2 năm 1752)
- Marie Louise (28 tháng 7 năm 1728 – 19 tháng 2 năm 1733)
- Louis Ferdinand, Dauphin của Pháp (4 tháng 9 năm 1729 – 20 tháng 12 năm 1765), kết hôn với María Teresa Rafaela của Tây Ban Nha và có con cái, sau đó kết hôn với Marie Josepha xứ Sachsen và có con cái
- Philippe, Công tước xứ Anjou (30 tháng 8 năm 1730 – 17 tháng 4 năm 1733)
- Marie Adélaïde (23 tháng 3 năm 1732 – 27 tháng 2 năm 1800)
- Victoire Louise Marie Thérèse (11 tháng 5 năm 1733 – 7 tháng 6 năm 1799)
- Sophie Philippine Élisabeth Justine (27 tháng 7 năm 1734 – 3 tháng 3 năm 1782)
- Marie Thérèse Félicité (16 tháng 5 năm 1736 – 28 tháng 9 năm 1744)
- Louise Marie (15 tháng 7 năm 1737 – 23 tháng 12 năm 1787)

## Tổ tiên
| \| \| \| \| \| \| \| \| \| \| \| 8. Bogusław Leszczyński \| \| \| \| \| \| \| \| \| \| \| \| \| \| \| \| \| \| \| \| \| \| \| \| \| \| \| \| \| \| \| \| \| \| \| \| \| \| \| \| \| \| \| \| \| \| \| \| \| \| \| 4. Rafał Leszczyński \| \| \| \| \| \| \| \| \| \| \| \| \| \| \| \| \| \| \| \| \| \| \| \| \| \| \| \| \| \| \| \| \| \| \| \| \| \| \| \| \| \| \| \| \| \| \| \| \| \| \| \| \| \| \| \| \| \| \| \| 9. Anna von Dönhoff \| \| \| \| \| \| \| \| \| \| \| \| \| \| \| \| \| \| \| \| \| \| \| \| \| \| \| \| \| \| \| \| \| \| \| \| \| \| \| \| \| \| \| \| \| \| \| \| \| \| \| \| \| \| \| \| \| \| \| \| 2. Stanisław của Ba Lan \| \| \| \| \| \| \| \| \| \| \| \| \| \| \| \| \| \| \| \| \| \| \| \| \| \| \| \| \| \| \| \| \| \| \| \| \| \| \| \| \| \| \| \| \| \| \| \| \| \| \| \| \| \| \| \| \| \| \| \| 10. Stanisław Jan Jabłonowski \| \| \| \| \| \| \| \| \| \| \| \| \| \| \| \| \| \| \| \| \| \| \| \| \| \| \| \| \| \| \| \| \| \| \| \| \| \| \| \| \| \| \| \| \| \| \| \| \| \| \| \| \| \| \| \| \| \| \| \| 5. Anna Jabłonowska \| \| \| \| \| \| \| \| \| \| \| \| \| \| \| \| \| \| \| \| \| \| \| \| \| \| \| \| \| \| \| \| \| \| \| \| \| \| \| \| \| \| \| \| \| \| \| \| \| \| \| \| \| \| \| \| \| \| \| \| 11. Marianna Kazanowska \| \| \| \| \| \| \| \| \| \| \| \| \| \| \| \| \| \| \| \| \| \| \| \| \| \| \| \| \| \| \| \| \| \| \| \| \| \| \| \| \| \| \| \| \| \| \| \| \| \| \| \| \| \| \| \| \| \| \| \| 1. Maria Leszczyńska \| \| \| \| \| \| \| \| \| \| \| \| \| \| \| \| \| \| \| \| \| \| \| \| \| \| \| \| \| \| \| \| \| \| \| \| \| \| \| \| \| \| \| \| \| \| \| \| \| \| \| \| \| \| \| \| \| \| \| \| 12. Krzysztof Opaliński \| \| \| \| \| \| \| \| \| \| \| \| \| \| \| \| \| \| \| \| \| \| \| \| \| \| \| \| \| \| \| \| \| \| \| \| \| \| \| \| \| \| \| \| \| \| \| \| \| \| \| \| \| \| \| \| \| \| \| \| 6. Jan Karol Opaliński \| \| \| \| \| \| \| \| \| \| \| \| \| \| \| \| \| \| \| \| \| \| \| \| \| \| \| \| \| \| \| \| \| \| \| \| \| \| \| \| \| \| \| \| \| \| \| \| \| \| \| \| \| \| \| \| \| \| \| \| 13. Teresa Konstancja Czarnkowska \| \| \| \| \| \| \| \| \| \| \| \| \| \| \| \| \| \| \| \| \| \| \| \| \| \| \| \| \| \| \| \| \| \| \| \| \| \| \| \| \| \| \| \| \| \| \| \| \| \| \| \| \| \| \| \| \| \| \| \| 3. Katarzyna Opalinska \| \| \| \| \| \| \| \| \| \| \| \| \| \| \| \| \| \| \| \| \| \| \| \| \| \| \| \| \| \| \| \| \| \| \| \| \| \| \| \| \| \| \| \| \| \| \| \| \| \| \| \| \| \| \| \| \| \| \| \| 14. Adam Uriel Czarnkowski \| \| \| \| \| \| \| \| \| \| \| \| \| \| \| \| \| \| \| \| \| \| \| \| \| \| \| \| \| \| \| \| \| \| \| \| \| \| \| \| \| \| \| \| \| \| \| \| \| \| \| \| \| \| \| \| \| \| \| \| 7. Zofia Czarnkowska \| \| \| \| \| \| \| \| \| \| \| \| \| \| \| \| \| \| \| \| \| \| \| \| \| \| \| \| \| \| \| \| \| \| \| \| \| \| \| \| \| \| \| \| \| \| \| \| \| \| \| \| \| \| \| \| \| \| \| \| 15. Teresa Zaleska \| \| \| \| \| \| \| \| \| \| \| \| \| \| \| \| \| \| \| \| \| \| \| \| \| \| \| \| \| \| \| \| \| \| \| \| \| \| \| \| \| \| \| |                                   |  |  |  |  |  |  |  |  |                         |  |  |  |
| |                                   |  |  |  |  |  |  |  |  | 8. Bogusław Leszczyński |  |  |  |
| |                                   |  |  |  |  |  |  |  |  |                         |  |  |  |
| |                                   |  |  |  |  |  |  |  |  |                         |  |  |  |
| |                                   |  |  |  |  |  |  |  |  |                         |  |  |  |
| | 4. Rafał Leszczyński              |  |  |  |  |  |  |  |  |                         |  |  |  |
| |                                   |  |  |  |  |  |  |  |  |                         |  |  |  |
| |                                   |  |  |  |  |  |  |  |  |                         |  |  |  |
| |                                   |  |  |  |  |  |  |  |  |                         |  |  |  |
| | 9. Anna von Dönhoff               |  |  |  |  |  |  |  |  |                         |  |  |  |
| |                                   |  |  |  |  |  |  |  |  |                         |  |  |  |
| |                                   |  |  |  |  |  |  |  |  |                         |  |  |  |
| |                                   |  |  |  |  |  |  |  |  |                         |  |  |  |
| | 2. Stanisław của Ba Lan           |  |  |  |  |  |  |  |  |                         |  |  |  |
| |                                   |  |  |  |  |  |  |  |  |                         |  |  |  |
| |                                   |  |  |  |  |  |  |  |  |                         |  |  |  |
| |                                   |  |  |  |  |  |  |  |  |                         |  |  |  |
| | 10. Stanisław Jan Jabłonowski     |  |  |  |  |  |  |  |  |                         |  |  |  |
| |                                   |  |  |  |  |  |  |  |  |                         |  |  |  |
| |                                   |  |  |  |  |  |  |  |  |                         |  |  |  |
| |                                   |  |  |  |  |  |  |  |  |                         |  |  |  |
| | 5. Anna Jabłonowska               |  |  |  |  |  |  |  |  |                         |  |  |  |
| |                                   |  |  |  |  |  |  |  |  |                         |  |  |  |
| |                                   |  |  |  |  |  |  |  |  |                         |  |  |  |
| |                                   |  |  |  |  |  |  |  |  |                         |  |  |  |
| | 11. Marianna Kazanowska           |  |  |  |  |  |  |  |  |                         |  |  |  |
| |                                   |  |  |  |  |  |  |  |  |                         |  |  |  |
| |                                   |  |  |  |  |  |  |  |  |                         |  |  |  |
| |                                   |  |  |  |  |  |  |  |  |                         |  |  |  |
| | 1. Maria Leszczyńska              |  |  |  |  |  |  |  |  |                         |  |  |  |
| |                                   |  |  |  |  |  |  |  |  |                         |  |  |  |
| |                                   |  |  |  |  |  |  |  |  |                         |  |  |  |
| |                                   |  |  |  |  |  |  |  |  |                         |  |  |  |
| | 12. Krzysztof Opaliński           |  |  |  |  |  |  |  |  |                         |  |  |  |
| |                                   |  |  |  |  |  |  |  |  |                         |  |  |  |
| |                                   |  |  |  |  |  |  |  |  |                         |  |  |  |
| |                                   |  |  |  |  |  |  |  |  |                         |  |  |  |
| | 6. Jan Karol Opaliński            |  |  |  |  |  |  |  |  |                         |  |  |  |
| |                                   |  |  |  |  |  |  |  |  |                         |  |  |  |
| |                                   |  |  |  |  |  |  |  |  |                         |  |  |  |
| |                                   |  |  |  |  |  |  |  |  |                         |  |  |  |
| | 13. Teresa Konstancja Czarnkowska |  |  |  |  |  |  |  |  |                         |  |  |  |
| |                                   |  |  |  |  |  |  |  |  |                         |  |  |  |
| |                                   |  |  |  |  |  |  |  |  |                         |  |  |  |
| |                                   |  |  |  |  |  |  |  |  |                         |  |  |  |
| | 3. Katarzyna Opalinska            |  |  |  |  |  |  |  |  |                         |  |  |  |
| |                                   |  |  |  |  |  |  |  |  |                         |  |  |  |
| |                                   |  |  |  |  |  |  |  |  |                         |  |  |  |
| |                                   |  |  |  |  |  |  |  |  |                         |  |  |  |
| | 14. Adam Uriel Czarnkowski        |  |  |  |  |  |  |  |  |                         |  |  |  |
| |                                   |  |  |  |  |  |  |  |  |                         |  |  |  |
| |                                   |  |  |  |  |  |  |  |  |                         |  |  |  |
| |                                   |  |  |  |  |  |  |  |  |                         |  |  |  |
| | 7. Zofia Czarnkowska              |  |  |  |  |  |  |  |  |                         |  |  |  |
| |                                   |  |  |  |  |  |  |  |  |                         |  |  |  |
| |                                   |  |  |  |  |  |  |  |  |                         |  |  |  |
| |                                   |  |  |  |  |  |  |  |  |                         |  |  |  |
| | 15. Teresa Zaleska                |  |  |  |  |  |  |  |  |                         |  |  |  |
| |                                   |  |  |  |  |  |  |  |  |                         |  |  |  |
| |                                   |  |  |  |  |  |  |  |  |                         |  |  |  |